# Pagody Slunce a Měsíce

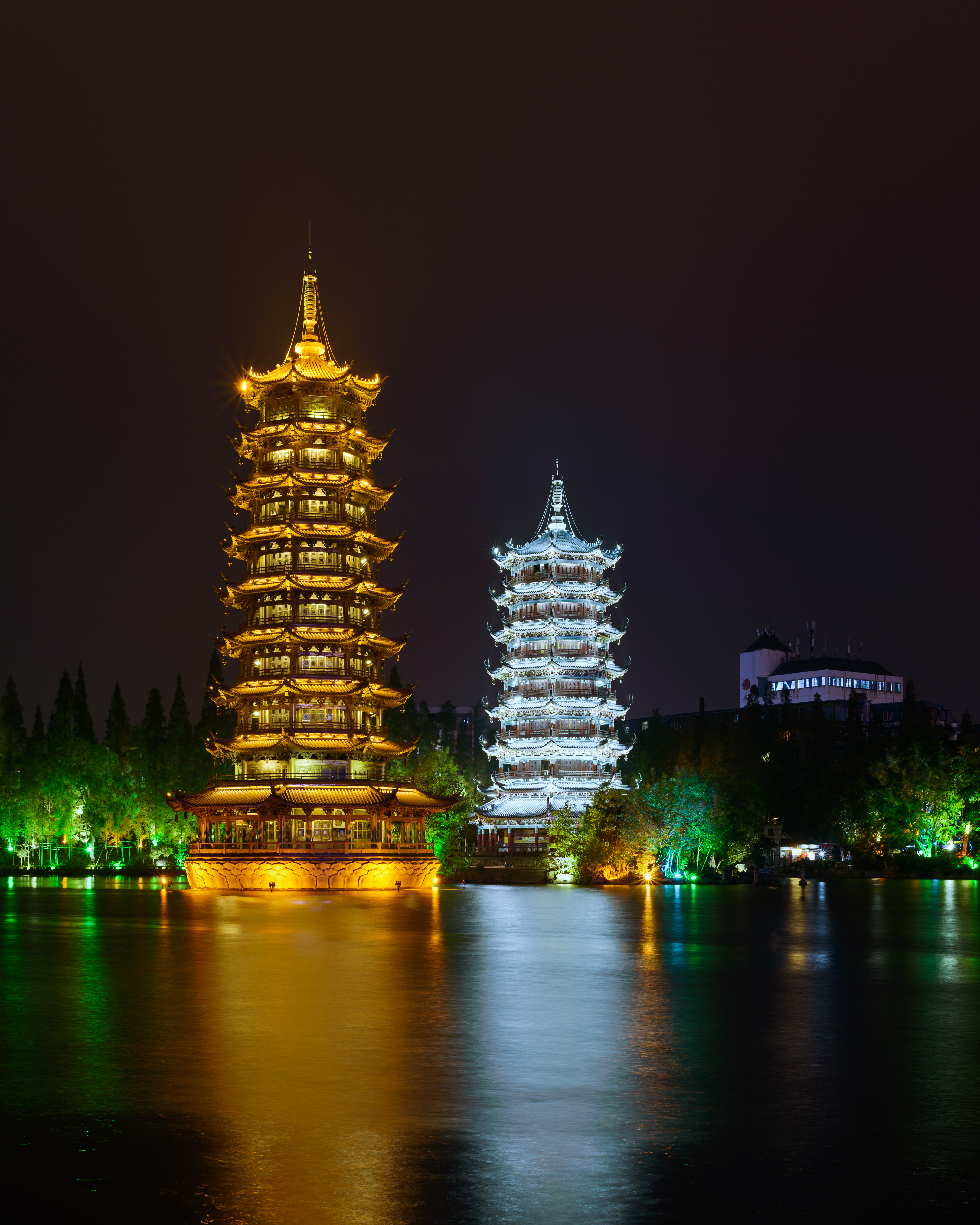
Osvětlené pagody odrážející se na jezeře Shan v listopadu 2017

Sluneční pagoda a Měsíční pagoda (日月双塔, Rìyuè Shuāngtǎ) v prefektuře Guilin, Guangxi, v Číně jsou sesterské pagody. Byly postavené během dynastie Tang v městském příkopu v Guilin. V roce 2001 byly rekonstruované podle historických záznamů. Jsou středobodem parku Riyue Shuangta. Jednoty buddhismu, konfucianismu a taoismu jsou hlavními motivy tohoto kulturního parku. Na ostrově jezera Shan stojí Měsíční pagoda, která má osmihranný půdorys a na obložení zdí byly použity glazované dlaždice. Má sedm pater. Je 35 metrů vysoká. V roce 2009, během čtrnácté sezóny The Amazing Race se stala devátou zastávkou závodu. Sluneční pagoda byla postavena na hladině jezera. Na její stavbu byl použit bronz. Má devět pater. Je 41 m vysoká a její půdorys je osmihranný. Je to nejvyšší bronzová pagoda na světě a také jako jedna z mála má výtah.

## Rekonstrukce
Aby byla umožněna rekonstrukce pagod, Jezero Shan bylo vysušeno a prohloubeno. Při výkopu byly odkryty původní základy. Nalezeno bylo také několik artefaktů včetně japa mala. Svitky napsané císařem z dynastie Tang, které byly ukryté v kamenné schránce jsou nejvýznamnějším nálezem. Obsahují buddhistická učení k čínskému zvěrokruhu. Artefakty, které byly během vykopávek objeveny, jsou umístěny v tamním podzemním muzeu. V muzeu nalezneme také sochy Laoziho a Konfucia v souladu s motivy parku. V muzeu jsou také uloženy reliéfy bódhisattvy Bhaisajyaguru, který je patronem čínského zvěrokruhu. Sluneční pagoda je s Měsíční pagodou propojena podvodním skleněným tunelem. V přízemí je čajovna a bronzový zvon, na který se zvoní pro požehnání. Výtah vede pouze do šestého patra. Návštěvníci, kteří chtějí vidět prst Buddhovy relikvie, musí vystoupat po  schodech. Z pagody je výhled na centrum města.